# Revolve (Danger Danger)
Revolve è il settimo album in studio del gruppo musicale statunitense Danger Danger, pubblicato nel settembre 2009 dalla Frontiers Records. Il disco segna il ritorno del cantante originario Ted Poley.

## Tracce
Testi e musiche di Bruno Ravel e Steve West.
1. That's What I'm Talking About – 4:21
2. Ghost of Love – 4:53
3. Killin' Love – 5:29
4. Hearts on the Highway – 4:21
5. Fugitive – 4:04
6. Keep on Keepin' On – 4:57
7. Rocket to Your Heart – 4:40
8. F.U.$ – 4:55
9. Beautiful Regret – 4:42
10. Never Give Up – 4:47
11. Dirty Mind – 3:49

## Formazione
- Ted Poley – voce
- Rob Marcello – chitarre, cori
- Bruno Ravel – basso, chitarra acustica, tastiere, cori
- Steve West – batteria, percussioni